# Matwiej Mieleszkiewicz
Matwiej Konstantinowicz Mieleszkiewicz, ros. Матвей Константинович Мелешкевич (ur. 22 sierpnia 1902 r. w Peterhofie, zm. w 1946 r. w Leningradzie) – radziecki wojskowy (podpułkownik), dowódca kompanii szkoleniowej szkoły propagandystów ROA w Dabendorfie, propagandysta Rosyjskiej Armii Wyzwoleńczej, szef sztabu 1 Dywizji Piechoty, a następnie dowódca rezerwy oficerskiej przy sztabie Sił Zbrojnych Komitetu Wyzwolenia Narodów Rosji podczas II wojny światowej.
W 1917 r. ukończył szkołę realną. Brał udział w wojnie domowej w Rosji. Na pocz. grudnia 1918 r. został zmobilizowany do wojska bolszewickiego. Służył w 169 Pułku Strzeleckim na Froncie Karelskim. W 1919 r. objął dowództwo pododdziału karabinów maszynowych, który wszedł w skład 145 Pułku Strzeleckiego na Froncie Zachodnim. W 1920 r. jego pododdział przeszedł do 17 Smoleńskiego Pułku Strzeleckiego. W 1921 r. objął funkcję oficera politycznego (politruka) w mieszanej kompanii Piotrogradzkiego Pułku Kursantów. W 1922 r. ukończył 75 orłowskie kursy piechoty, a następnie 31 smoleńskie kursy dowódców piechoty. Następnie objął dowództwo pododdziału 14 Pułku Strzeleckiego. Od poł. lipca 1924 r. pełnił funkcję adiutanta pułku. Na pocz. października tego roku został dowódcą plutonu. Od końca kwietnia 1926 r. był słuchaczem centralnej szkoły wojskowej służby psów, po ukończeniu której objął dowództwo plutonu szkoły pułkowej 14 Pułku Strzeleckiego. Od końca maja 1927 r. był instruktorem w okręgowej szkole służby wojskowej psów. Pod koniec września 1928 r. odkomenderowano go na strzelecko-taktyczne kursy kadry dowódczej "Wystrieł" w Moskwie, po zakończeniu których został dowódcą kompanii 14 Pułku Strzeleckiego. Na pocz. kwietnia 1930 r. objął dowództwo kompanii karabinów maszynowych. Od pocz. stycznia 1931 r. tymczasowo dowodził batalionem pułku. Pod koniec kwietnia tego roku objął funkcję szefa sztabu batalionu, zaś pod koniec listopada został jego dowódcą. Od poł. maja 1933 r. był zastępcą dowódcy batalionu 85 Pułku Strzeleckiego. W poł. maja 1936 r. objął dowództwo batalionu. Od pocz. maja 1938 r. w stopniu majora był szefem sztabu 15 Samodzielnego Pułku Strzeleckiego. W latach 1939–1940 uczestniczył w wojnie z Finlandią. Pod koniec czerwca 1940 r. został zastępcą dowódcy 366 Pułku Strzeleckiego 126 Dywizji Strzeleckiej. Od poł. grudnia tego roku w stopniu podpułkownika pełnił obowiązki szefa 2 oddziału sztabu 11 Zmotoryzowanej Brygady Strzeleckiej. Od pocz. marca 1941 r. pełnił obowiązki szefa oddziału operacyjnego sztabu 188 Dywizji Strzeleckiej. Awansował na podpułkownika. Po zniszczeniu dywizji przez wojska niemieckie w poł. grudnia tego roku, udało mu się przedostać z okrążenia do własnych linii. Został przeniesiony do dowództwa Syberyjskiego Okręgu Wojskowego. Na pocz. lipca 1942 r. objął funkcję szefa sztabu 229 Dywizji Strzeleckiej. W poł. sierpnia tego roku dostał się do niewoli niemieckiej. Przebywał w różnych obozach jenieckich. W poł. 1943 r. wstąpił do Rosyjskiej Armii Wyzwoleńczej (ROA). Skierowano go do szkoły propagandystów ROA w Dabendorfie pod Berlinem, gdzie objął dowództwo kompanii szkoleniowej. Wstąpił tam do Narodowego Związku Pracujących (NTS). Od grudnia 1943 r. stał na czele grupy propagandystów ROA, która od stycznia do sierpnia 1944 r. działała wśród Ostbatalionów, stacjonujących w okupowanej Francji. W październiku tego roku na Górnym Śląsku na krótko został odkomenderowany do 29 Dywizji Grenadierów SS, po czym od listopada pełnił funkcję szefa sztabu 1 Dywizji Piechoty gen. Siergieja K. Buniaczenki Sił Zbrojnych Komitetu Wyzwolenia Narodów Rosji. W grudniu stanął na czele oficerskiej rezerwy przy sztabie Sił Zbrojnych KONR. W marcu 1945 r. został odkomenderowany do Berlina w celu sformowania szturmowego oddziału przeciwpancernego. W kwietniu tego roku przeszedł do grupy operacyjnej gen. Andrieja A. Własowa. Pod koniec kwietnia został wraz z działaczem NTS Władimirem D. Poriemskim wysłany na tereny zajęte przez Amerykanów, aby wynegocjować dla oddziałów Sił Zbrojnych KONR polityczne rozwiązanie. Został jednak internowany i osadzony w obozie jenieckim pod Hamburgiem, skąd przekazano go Sowietom. W 1946 r. po procesie został rozstrzelany w Leningradzie.